# NGC 7
NGC 7 (другие обозначения — ESO 409-22, MCG −5-1-37, AM 0005-301, PGC 627) — спиральная галактика с перемычкой (SBc) в созвездии Скульптора.
Этот объект входит в число перечисленных в оригинальной редакции «Нового общего каталога».
Галактика была открыта английским астрономом Джоном Гершелем 27 сентября 1834 с помощью 18,7-дюймового телескопа-рефлектора.
Галактика видна нам с ребра. Галактический диск несколько отклоняется от плоскости ввиду произошедшего слияния с другой галактикой.